# La Selle-sur-le-Bied
La Selle-sur-le-Bied és un municipi francès, situat al departament del Loiret i a la regió de Centre – Vall del Loira. L'1 de març de 2019 absorbeix el municipi Saint-Loup-de-Gonois, adquirint l'estatus de municipi nou. L'any 2007 tenia 943 habitants.

## Demografia

### Població
El 2007 la població de fet de La Selle-sur-le-Bied era de 943 persones. Hi havia 364 famílies, de les quals 78 eren unipersonals (35 homes vivint sols i 43 dones vivint soles), 121 parelles sense fills, 145 parelles amb fills i 20 famílies monoparentals amb fills.
La població ha evolucionat segons el següent gràfic:
Habitants censats

### Habitatges
El 2007 hi havia 480 habitatges, 364 eren l'habitatge principal de la família, 88 eren segones residències i 28 estaven desocupats. 470 eren cases i 9 eren apartaments. Dels 364 habitatges principals, 300 estaven ocupats pels seus propietaris, 57 estaven llogats i ocupats pels llogaters i 7 estaven cedits a títol gratuït; 1 tenia una cambra, 13 en tenien dues, 50 en tenien tres, 94 en tenien quatre i 206 en tenien cinc o més. 302 habitatges disposaven pel capbaix d'una plaça de pàrquing. A 147 habitatges hi havia un automòbil i a 197 n'hi havia dos o més.

### Piràmide de població
La piràmide de població per edats i sexe el 2009 era:
| Homes | Edats   | Dones |
| ----- | ------- | ----- |
| 0     | 95 o +  | 0     |
| 0     | 90 a 94 | 0     |
| 12    | 85 a 89 | 16    |
| 4     | 80 a 84 | 8     |
| 28    | 75 a 79 | 20    |
| 4     | 70 a 74 | 28    |
| 16    | 65 a 69 | 16    |
| 28    | 60 a 64 | 12    |
| 8     | 55 a 59 | 12    |
| 20    | 50 a 54 | 8     |
| 20    | 45 a 49 | 16    |
| 32    | 40 a 44 | 36    |
| 40    | 35 a 39 | 56    |
| 16    | 30 a 34 | 24    |
| 24    | 25 a 29 | 20    |
| 4     | 20 a 24 | 8     |
| 40    | 15 a 19 | 36    |
| 52    | 10 a 14 | 24    |
| 32    | 5 a 9   | 28    |
| 8     | 0 a 4   | 36    |

## Economia
El 2007 la població en edat de treballar era de 576 persones, 414 eren actives i 162 eren inactives. De les 414 persones actives 381 estaven ocupades (212 homes i 169 dones) i 33 estaven aturades (15 homes i 18 dones). De les 162 persones inactives 56 estaven jubilades, 60 estaven estudiant i 46 estaven classificades com a «altres inactius».

### Ingressos
El 2009 a La Selle-sur-le-Bied hi havia 384 unitats fiscals que integraven 995 persones, la mediana anual d'ingressos fiscals per persona era de 17.901 €.

### Activitats econòmiques
Dels 46 establiments que hi havia el 2007, 2 eren d'empreses extractives, 4 d'empreses alimentàries, 3 d'empreses de fabricació d'altres productes industrials, 15 d'empreses de construcció, 10 d'empreses de comerç i reparació d'automòbils, 3 d'empreses de transport, 2 d'empreses d'hostatgeria i restauració, 4 d'empreses de serveis, 1 d'una entitat de l'administració pública i 2 d'empreses classificades com a «altres activitats de serveis».
Dels 20 establiments de servei als particulars que hi havia el 2009, 1 era una oficina de correu, 2 tallers de reparació d'automòbils i de material agrícola, 2 paletes, 3 guixaires pintors, 5 fusteries, 3 lampisteries, 1 electricista, 1 perruqueria, 1 veterinari i 1 restaurant.
Dels 2 establiments comercials que hi havia el 2009, 1 era una botiga de menys de 120 m² i 1 una fleca.
L'any 2000 a La Selle-sur-le-Bied hi havia 19 explotacions agrícoles que ocupaven un total de 1.287 hectàrees.

## Equipaments sanitaris i escolars
L'únic equipament sanitari que hi havia el 2009 era una farmàcia.
El 2009 hi havia una escola elemental.

## Poblacions més properes
El següent diagrama mostra les poblacions més properes.